# 노터블 네임스 데이터베이스

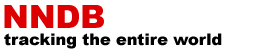

노터블 네임스 데이터베이스(Notable Names Database, NNDB)는 인물들의 정보를 모은 온라인 데이터베이스로, 2002년 8월 7일 처음 시작되었다.